# Hermandad de la Esperanza de Triana
La Hermandad de la Esperanza de Triana es una cofradía católica del barrio de Triana, en Sevilla, Andalucía, España. La Virgen tiene devoción y arraigo siendo una de las más famosas de la ciudad y es popularmente conocida como la Reina de Triana. Tiene su sede en la capilla de los Marineros. Realiza su estación de penitencia o procesión durante la Semana Santa sevillana en la madrugada del Viernes Santo. El nombre oficial y completo de la hermandad es Pontificia, Real e Ilustre Hermandad y Archicofradía de Nazarenos del Santísimo Sacramento, de la Pura y Limpia Concepción de la Santísima Virgen María, del Santísimo Cristo de las Tres Caídas, Nuestra Señora de la Esperanza y San Juan Evangelista.

## Historia

Misterio de las Tres Caídas de Triana

La Cofradía de Nuestra Señora de la Esperanza fue fundada en 1418 con miembros del gremio de los ceramistas en la iglesia de Santa Ana. Se unió a la Hermandad de San Juan Evangelista, del gremio de pescadores, en 1542. En 1565 consta que tenía su sede en la iglesia del hospital del Espíritu Santo. Entre los miembros de esta cofradía en el siglo XVI había marineros y personajes acaudalados que se dedicaban al comercio ultramarino.
En 1608 se creó la Cofradía de la Exaltación o «Ynbención» de la Cruz y Nuestra Señora de la Salud en el convento de Nuestra Señora de la Salud, de monjas mínimas. No obstante, hubo un litigio eclesiástico porque la cofradía tenía el mismo nombre que la Hermandad de la Exaltación de Santa Catalina y con la Cofradía de la Santa Cruz de Jerusalén porque sus nazarenos llevarían cruces al hombro. Finalmente, el provisor eclesiástico resolvió el litigio, tras el cual la hermandad pasó a llamarse de las Tres Caídas de Cristo.
En 1616 la Cofradía de Nuestra Señora de la Esperanza y San Juan Evangelista se fusionó con la Cofradía de las Tres Caídas, teniendo la cofradía resultante su sede en la iglesia del Espíritu Santo.
En 1736 la cofradía se trasladó a la capilla de los Montebernardo de la iglesia de Santa Ana. La capilla resultó dañada por el terremoto de 1755 y la cofradía se trasladó al convento de Nuestra Señora de los Remedios. En 1758 la cofradía adquirió un solar en el que hubo un par de casas de una capellanía abandonada que fue dependiente de la iglesia de Santa Ana. En esa parcela, la cofradía empezó la construcción de su capilla. Permaneció en el convento de los Remedios hasta 1766. Mientras se llevaba a cabo la construcción, estuvo invitada en la capilla del Cristo de la Sangre y Nuestra Señora de la Encarnación, junto al convento de las mínimas de Triana, y, posteriormente, regresó a la iglesia del Espíritu Santo. La capilla fue finalizada en 1815. Procesionó saliendo desde su capilla en 1815 y, posteriormente, en 1828, 1845, 1846 y 1851.
La revolución liberal de 1868 privó a la hermandad de su sede y sus enseres. Se reorganizó en 1888 con nuevos enseres hechos por el platero Justino de Guzmán y el bordador Alonso de Ojeda.

## Sede
La sede actual de la hermandad es la capilla de los Marineros, en la calle Pureza. Este templo ya fue sede de la hermandad desde 1815 hasta la revolución liberal de 1868. Entonces pasó a manos privadas, siendo templo anglicano, teatro y almacén.
Desde 1868 la sede de la hermandad fue la cercana iglesia de San Jacinto.
En 1953 la hermandad decidió la remodelación de la capilla de los Marineros, a la que se trasladó el Viernes Santo de 1962, donde permanece desde entonces.
En el mes de diciembre del 2012 se colocó el azulejo de la Esperanza de Triana, de la década de 1940, en el lado derecho de la capilla. Antes estaban en la Casa de los Artistas en la calle Covadonga. Fue realizado por la Fábrica El Carmen. El 31 de mayo de 2013 fue bendecido el nuevo azulejo del Cristo de las Tres Caídas en el lado izquierdo de la fachada de la capilla, con un marco similar al de la Esperanza. El azulejo del Cristo fue realizado por Emilio Sánchez Palacios.

## Santísimo Cristo de las Tres Caídas

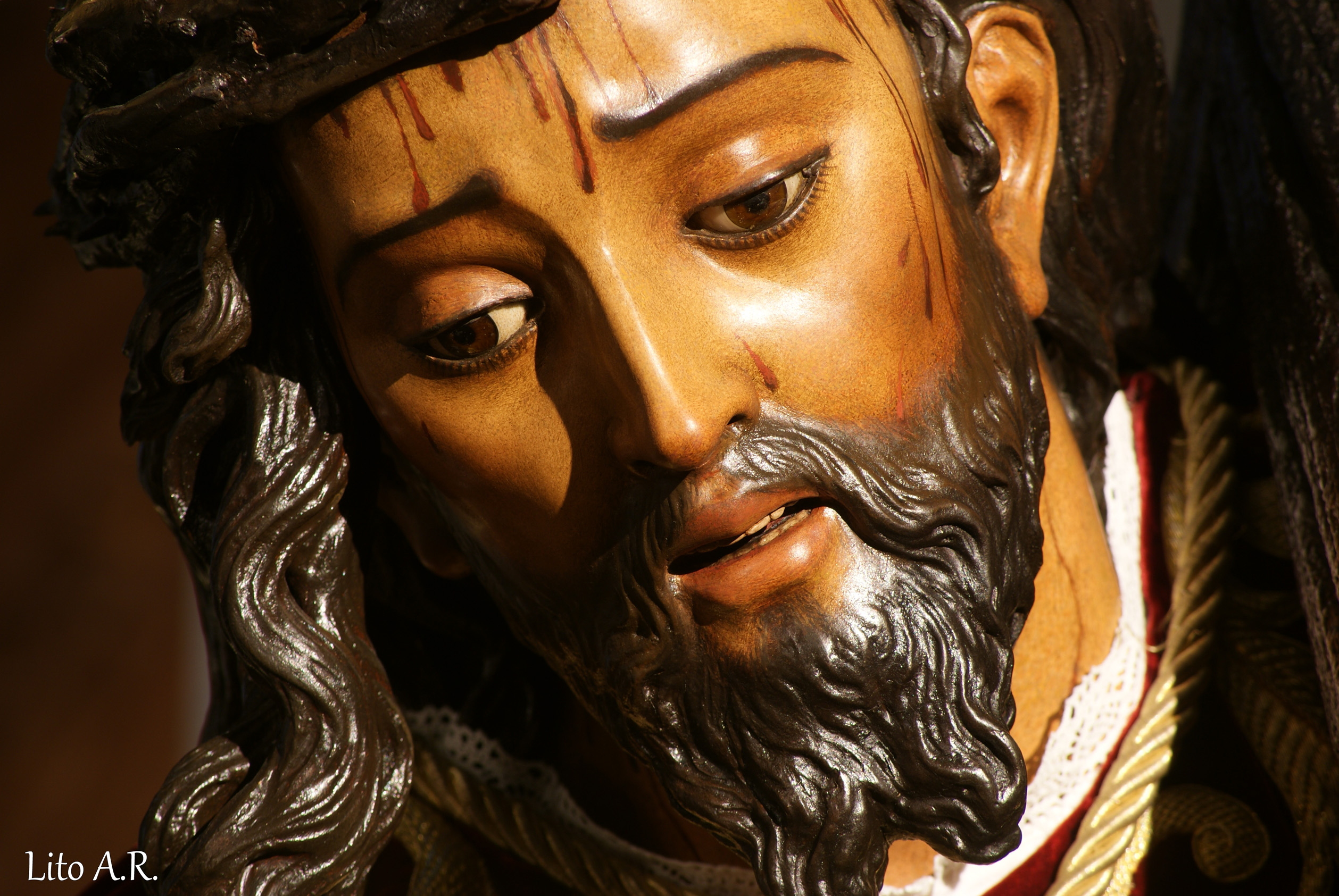
Santísimo Cristo de las Tres Caídas.

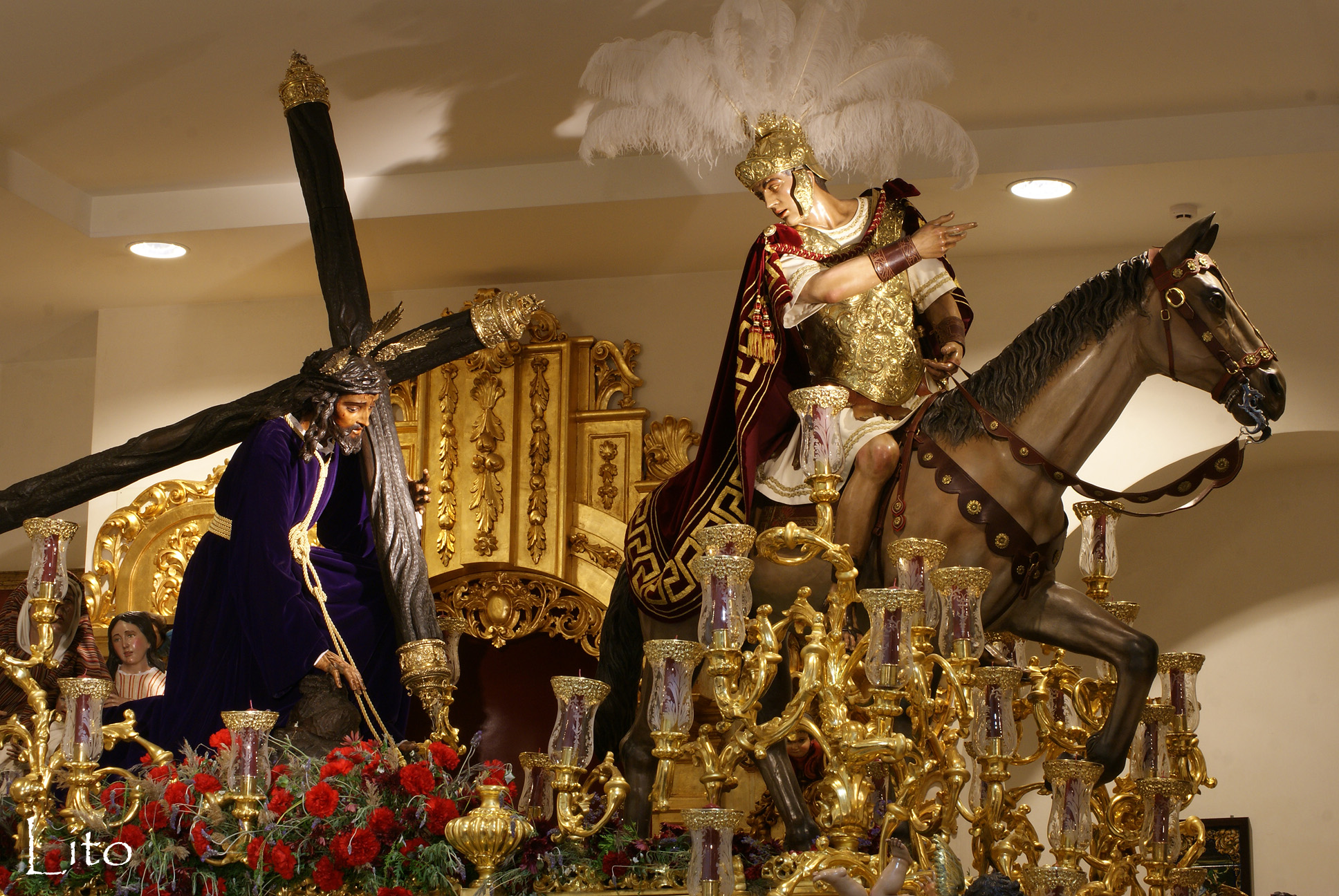
Paso de las Tres Caídas.

Este Jesús portando la cruz es atribuido a Marcos Cabrera por su semejanza con el Nazareno de la localidad de Utrera, de este mismo autor. Pudo haberse hecho entre 1608 y 1630. Fue restaurado en 1899. Tuvo una restauración y reforma en 1904 por Manuel Gutiérrez Cano, en la que se le cambió el cabello natural en la cabeza y la barba por un pelo hecho de pasta y se le colocó una corona de espinas del mismo material. Fue restaurado en 1929 por Antonio Castillo Lastrucci. En 1983 Luis Álvarez Duarte le realizó un nuevo cuerpo, que fue intervenido de nuevo por Álvarez Duarte en 1989. Por último ha sido restaurado en 2017 por Pedro Manzano a cuerpo entero.
El paso de misterio muestra a Jesús con la cruz al hombro en su tercera caída, que es ayudado por el cirineo en presencia de un soldado romano a caballo, el cual guía al Señor en su camino al Gólgota, y una mujer con dos niños. Todas estas imágenes, menos la de Jesús, fueron realizadas por Castillo Lastrucci entre 1938 y 1941.
El paso es de estilo neobarroco. Fue realizado por Manuel Guzmán Bejarano en 1971 y dorado por Antonio Sánchez González en 1973.
Esta cofradía cuenta con dos bandas de la propia hermandad que siempre la acompañarán: la Banda de Cornetas y Tambores San Juan Evangelista y la Banda de Cornetas y Tambores Santísimo Cristo de las Tres Caídas.

## Nuestra Señora de la Esperanza Coronada

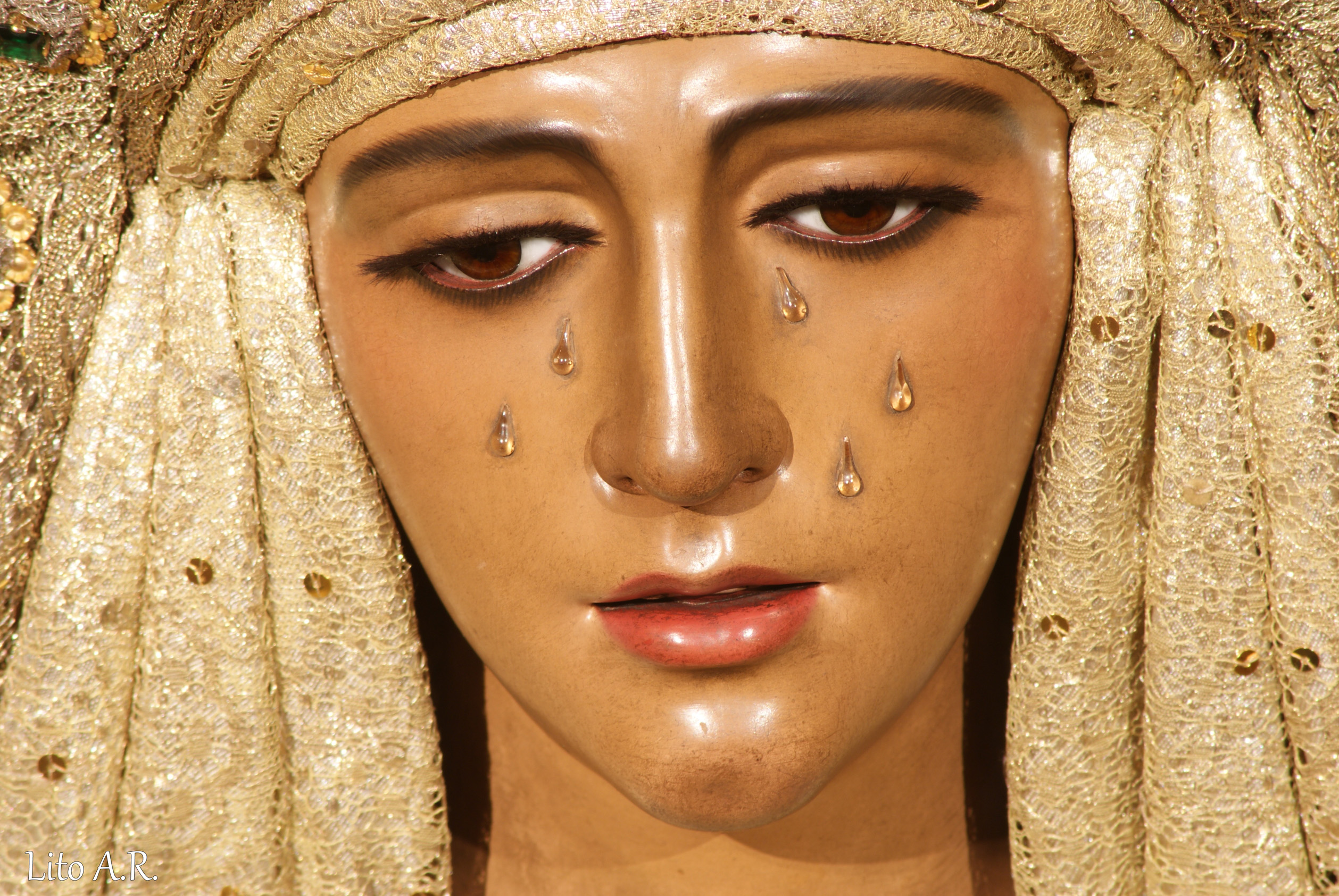
Virgen de la Esperanza de Triana.

La Virgen de la Esperanza, conocida como la Esperanza de Triana o "Reina de Triana", es una imagen religiosa de autor desconocido que ha sufrido importantes remodelaciones y restauraciones a lo largo de su historia, los estudios actuales apuntan a una posible atribución de la imagen dolorosa al imaginero Juan Bautista Petroni. En 1898 un incendio asoló el altar donde se encontraba esta Virgen en la iglesia de San Jacinto. Por ello, Gumersindo Jiménez de Astorga intervino en el rostro y las manos de la dolorosa. 
El imaginero José Ordóñez en el año 1913 actúa en el rostro de la imagen otorgándole los rasgos actuales y haciendo de esta dolorosa el primer ejemplo de "virgen castiza" que tanto se popularizó posteriormente en los años 20 del pasado siglo.
Con motivo de la Exposición Mariana de 1929 fue intervenida por Castillo Lastrucci. En 1981 y 1989 fue restaurada por Luis Álvarez Duarte.
En la última década del siglo XIX la Virgen de la Esperanza procesionó acompañada de San Juan Evangelista y Santa María Magdalena formando el misterio de la Sacra Conversación.
La Virgen de la Esperanza fue coronada canónicamente el 2 de junio de 1984 por arzobispo Carlos Amigo Vallejo con bula de san Juan Pablo II. Previamente, el alcalde Manuel del Valle le entregó a la Virgen la Medalla de Oro de la ciudad. Los respiraderos del paso, con símbolos marianos, fueron realizados en 1956. Los candelabros de cola fueron realizados por Emilio García Armenta en 1960. Los varales son de Orfebrería Triana de 1988. El palio de malla bordado en oro fue realizado por Esperanza Elena Caro en 1971. El techo del palio tiene un centro de terciopelo verde bordado diseñado por José Recio y bordado por Sobrinos de Caro. La peana de la Virgen es de Manuel Villarreal en 1964.
La Virgen cuenta con una corona de plata dorada con ángeles de marfil realizada por Rafael Barbero en 1963 y otra de oro realizada por Francisco Fernández y Juan Borrero, de Orfebrería Triana, entre 1983 y 1984.

## Otras imágenes de la hermandad
La hermandad también posee las siguientes imágenes: San Juan Evangelista, realizado por Luis Álvarez Duarte en 1968; María Magadalena, de mediados del siglo XIX; y el Jesús de la Humildad y Paciencia, del siglo XVIII.

## Túnicas
Durante la estación de penitencia los cofrades visten túnicas y antifaz de pana morada con capas de lana blanca, si acompañan el paso del Cristo. Verdes, con capas blancas, los de la Virgen. Usan zapatos negros con hebilla plateada, guantes y botonaduras blancas, y ciñen la cintura con cordón trenzado en colores verde, morado y oro. Sobre el antifaz, al pecho, el escudo bordado de la hermandad, y en el hombro izquierdo, sobre la capa, un emblema constituido por un salvavidas con el ancla en su interior. Esta cofradía no lleva penitentes cargados con cruces.

## Marchas procesionales
Anexo: Marchas dedicadas a la Esperanza de Triana
Tiene las siguientes marchas dedicadas:
- La Esperanza de Triana. Manuel López Farfán. 1925.
- Esperanza de Triana. José Martínez Peralto. 1940.
- Nuestra Señora de la Esperanza de Triana. Manuel Pantión Pérez. 1954.
- Esperanza de Triana. Manuel Rodríguez Ruiz. 1969.
- Pasa la Esperanza de Triana. José Albero Francés. 1974.
- Esperanza de Triana Coronada. José Albero Francés.
- Virgencita guapa. José Albero Francés (es una versión anterior de Esperanza de Triana Coronada que la hermandad no aceptó). 1982.
- Esperanza marinera. Abel Moreno.
- Esperanza trianera. Ángel Alcaide. 1996.
- Esperanza de Pureza. Francisco del Toro Zamora.  2003.
- Triana. José Félix García Domínguez. 2018.
- Al Cielo la Reina de Triana. José Luis Gómez Jaldón. 2019.
- Siempre la Esperanza. Don Jesús Joaquín Espinosa de los Monteros Pérez. 2021.

Marchas dedicadas al Smo. Cristo de las Tres Caídas de Triana:
- Caído vas por Triana. Manuel Hernández Garrido. 1988.
- Cristo caído en Triana. José Albero. 1994.
- Mi Cristo caído. Francisco J. Artíguez Mejías.
- Tres caídas de Esperanza. Isabel Jiménez.

## Galería de imágenes

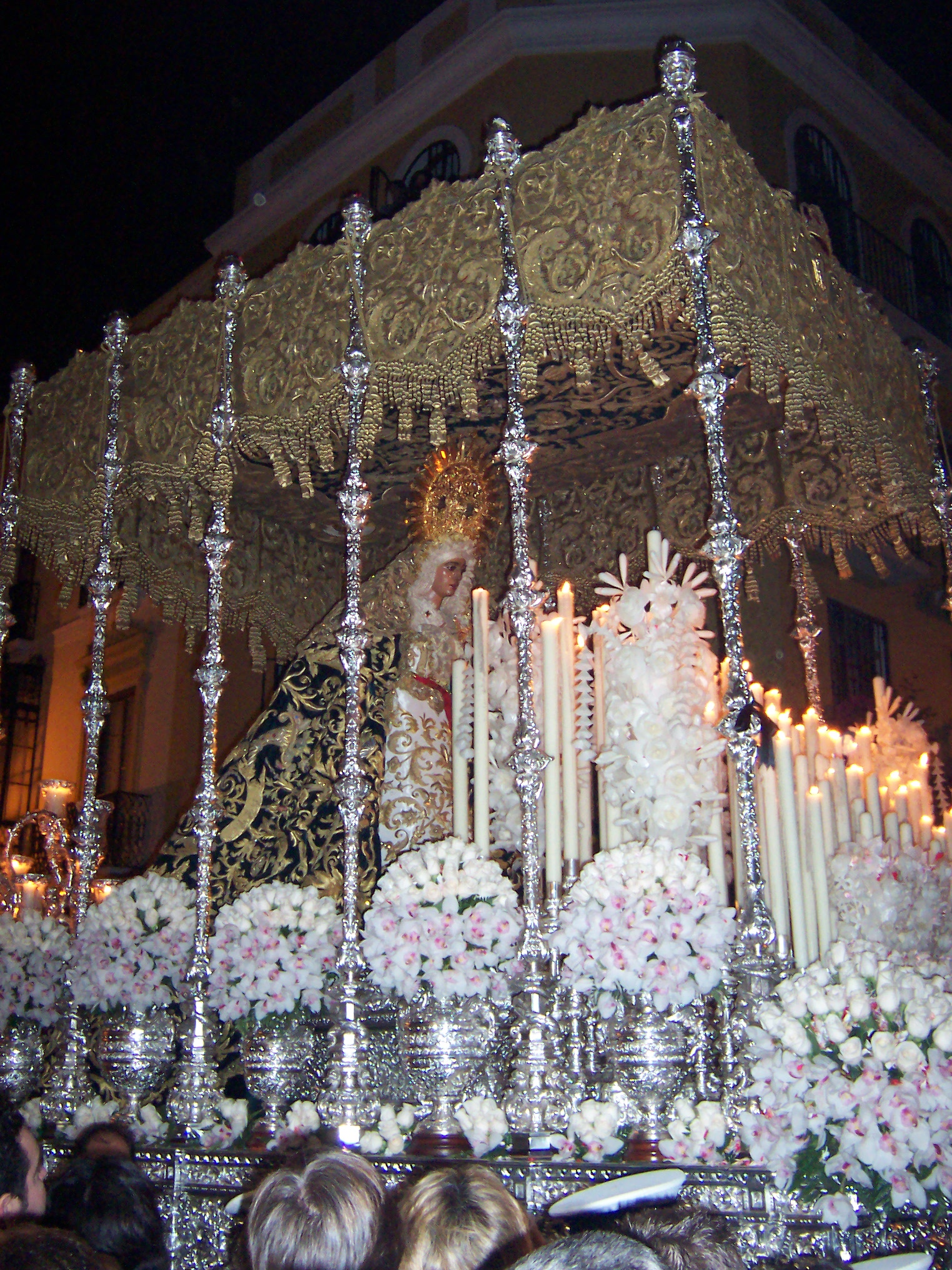
Virgen de la Esperanza, 2005.
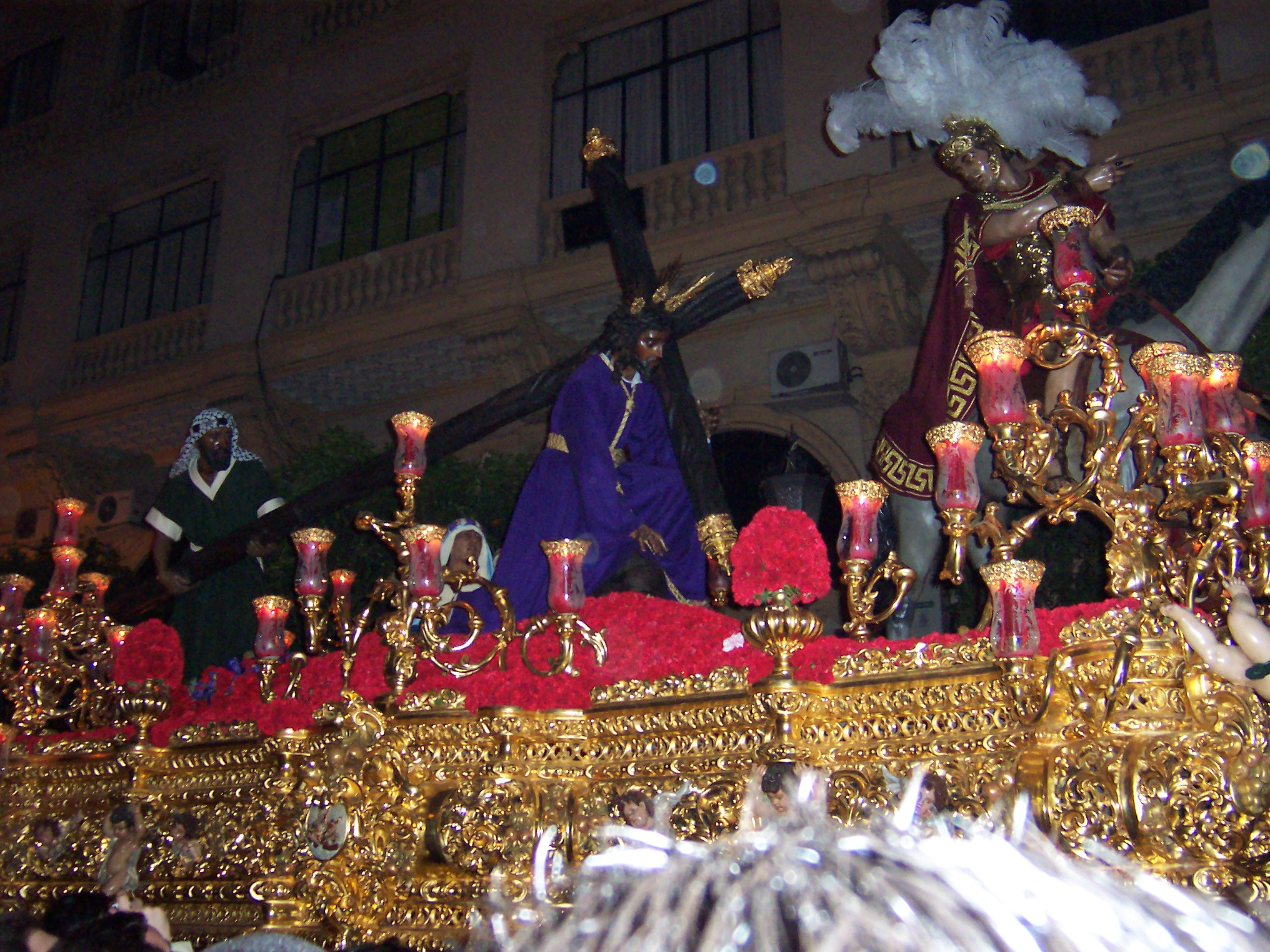
Cristo de las Tres Caídas (a la luz de los candelabros).
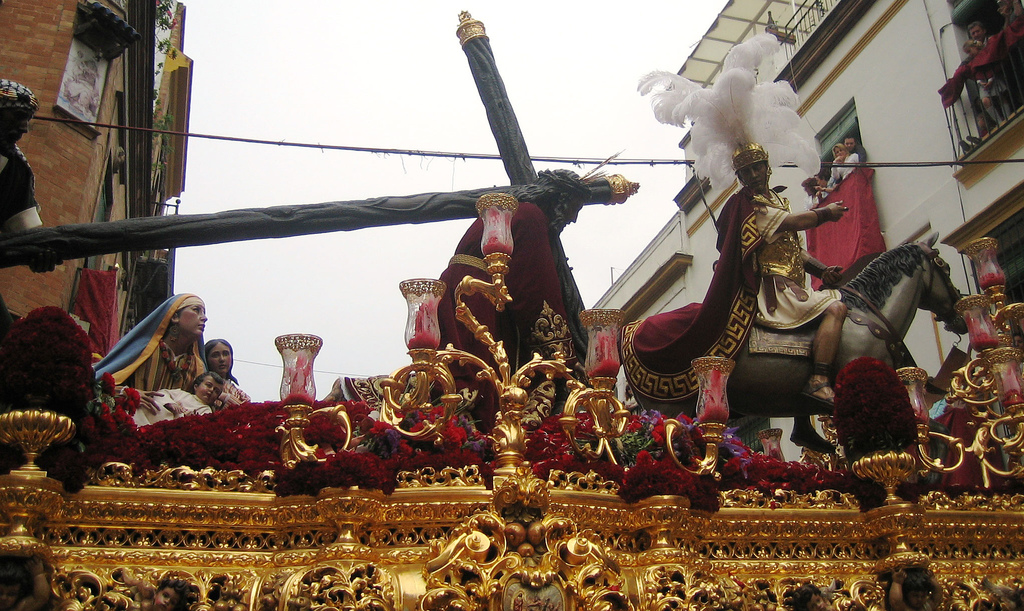
Cristo de las Tres Caídas.
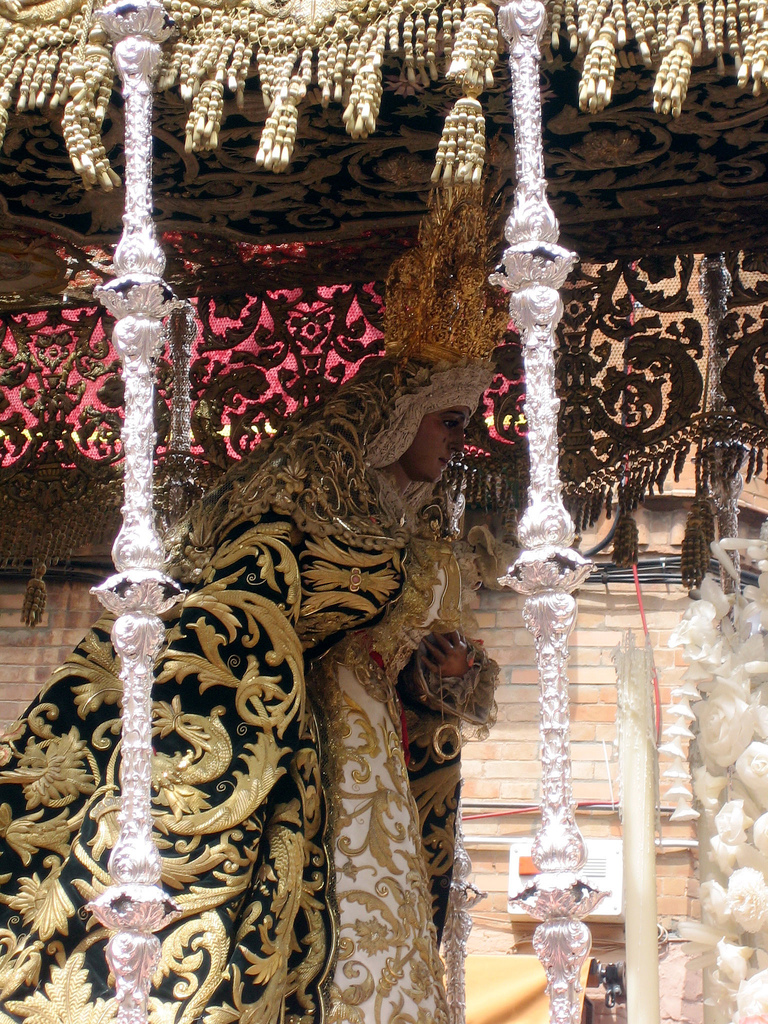
Virgen de la Esperanza de Triana.
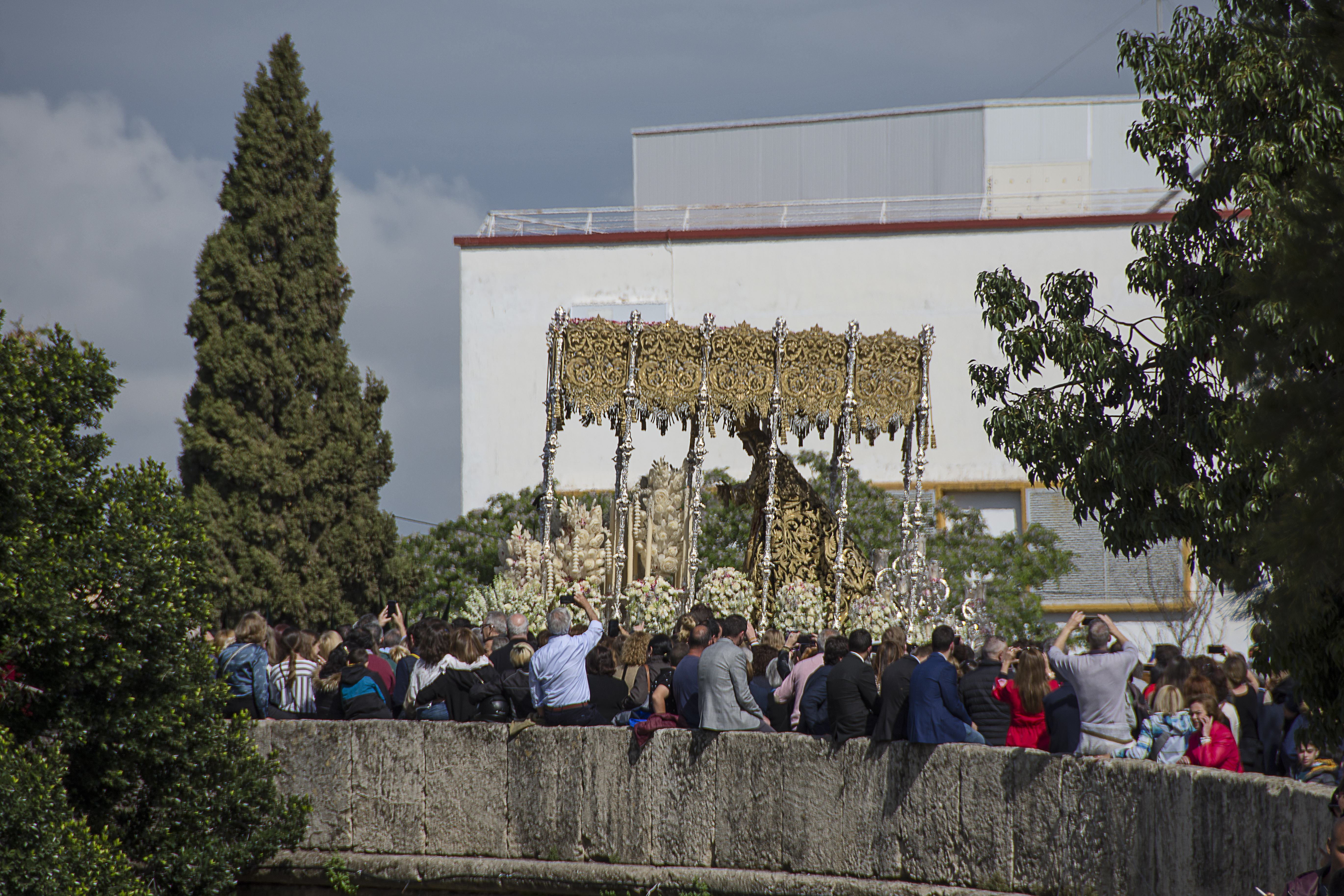
Virgen de la Esperanza cruza el puente de triana, 2019 .
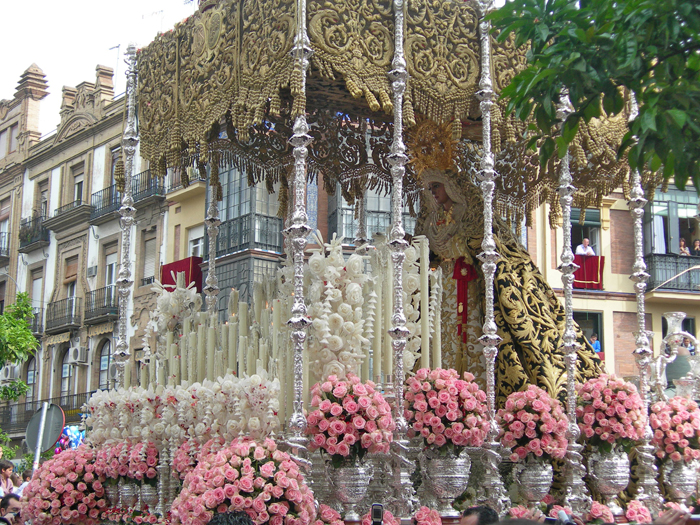
Virgen de la Esperanza en la mañana del Viernes Santo, 2006.
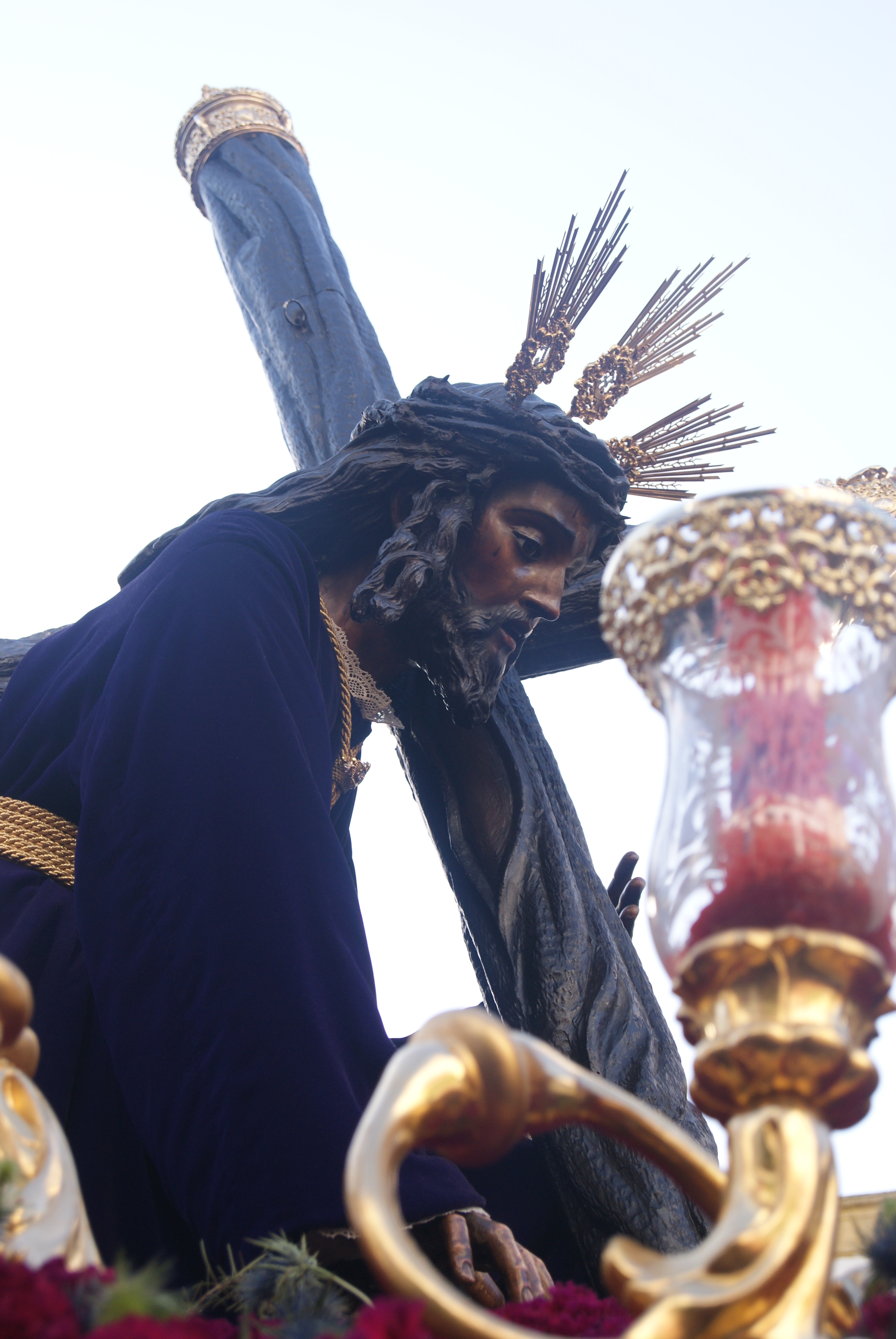
Cristo de las Tres Caídas en la mañana del Viernes Santo, 2008.

## Paso por la carrera oficial
| Predecesor: El Calvario | Orden de entrada en carrera oficial (La Madrugá) 5º lugar | Sucesor: Los Gitanos |